# Álgebra de von Neumann
En matemáticas, un álgebra de von Neumann o W*-álgebra es una *-álgebra de operadores acotados definidos en un espacio de Hilbert que es cerrado en la topología de operadores débil y contiene al operador identidad. Es un tipo especial de C*-álgebra.
Las álgebras de von Neumann fueron introducidas originalmente por John von Neumann, motivadas por su estudio de la teoría del operador único, la representación de grupos, la teoría ergódica y la mecánica cuántica. El teorema del doble conmutador de von Neumann muestra que la definición analítica es equivalente a una definición puramente algebraica como álgebra abstracta de simetrías.
Dos ejemplos básicos de álgebras de von Neumann son los siguientes:
- El anillo {\displaystyle L^{\infty }(\mathbb {R} )} de funciones medibles esencialmente acotadas de la recta real es un álgebra de von Neumann conmutativa, cuyos elementos actúan como operadores de multiplicación puntual en el espacio de Hilbert {\displaystyle L^{2}(\mathbb {R} )} de función cuadrado-integrables.

- El álgebra {\displaystyle {\mathcal {B}}({\mathcal {H}})} de todos los operadores acotados en un espacio de Hilbert {\displaystyle {\mathcal {H}}} es un álgebra de von Neumann, no conmutativa si el espacio de Hilbert tiene dimensión al menos {\displaystyle 2}.

Las álgebras de Von Neumann fueron estudiadas por primera vez por von Neumann (1930) en 1929; quien junto a Francis Murray desarrolló la teoría básica, bajo el nombre original de "anillos de operadores", en una serie de artículos escritos en las décadas de 1930 y 1940 (Murray & von Neumann  (1936, 1937, 1943); y von Neumann (1938, 1940, 1943, 1949)), reimpreso en las obras completas de von Neumann (1961).
Los textos introductorios de álgebras de von Neumann se dan en las notas en línea de Jones (2003) y Wassermann (1991) y los libros de Dixmier (1981),Schwartz (1967),Blackadar (2005) y Sakai (1971). El trabajo de tres volúmenes de Takesaki (1979) da una explicación enciclopédica de la teoría. El libro de Connes (1994) discute temas más avanzados.

## Definiciones
Hay tres formas comunes de definir las álgebras de von Neumann.
La primera y más común forma es definirlos como *-álgebras unitarias débilmente cerradas de operadores acotados (en un espacio de Hilbert). En esta definición, la topología débil puede ser reemplazada por muchas otras topologías de operador topologías comunes incluyendo las topologías fuertes, ultrafuertes o ultradébiles de operadores. Las *-álgebras de operadores acotados que están cerradas en la topología de la norma son C*-álgebras, por lo que en particular cualquier álgebra de von Neumann es una C*-álgebra.
La segunda definición es que un álgebra de von Neumann es una subálgebra de los operadores acotados cerrados bajo involución (la *-operación) e igual a su doble conmutador, o equivalentemente el conmutador de alguna subálgebra cerrada bajo *. El teorema del doble conmutados de von Neumann (von Neumann, 1930) dice que las dos primeras definiciones son equivalentes.
Las dos primeras definiciones describen un álgebra de von Neumann concretamente como un conjunto de operadores que actúan sobre algún espacio de Hilbert dado. Sakai (1971) demostró que las álgebras de von Neumann también pueden definirse abstractamente como C*-álgebras que tienen un predual; en otras palabras, el álgebra de von Neumann, considerada como un espacio de Banach, es el dual de algún otro espacio de Banach llamado predual.  El predual de un álgebra de von Neumann es de hecho único salvo isomorfismos. Algunos autores usan el término "álgebra de von Neumann" para las álgebras junto con una acción espacial de Hilbert, y "W*-álgebra" para el concepto abstracto, por lo que un álgebra de von Neumann es una W*-álgebra junto con un espacio de Hilbert y una acción unitaria fiel adecuada en el espacio de Hilbert. Las definiciones concretas y abstractas de un álgebra de von Neumann son similares a las definiciones concretas y abstractas de una C*-álgebra, que pueden definirse como *-álgebras norma-cerradas de operadores en un espacio de Hilbert, o como *-álgebras de Banach tales que || aa*||=|| a|| || a*||.